# Michala Frank
Michala Frank (* 8. února 1990 Liberec), rozená Kvapilová, je česká volejbalistka, česká reprezentantka v šestkovém i plážovém volejbalu. Největší úspěchy: vicemistryně Evropy v plážovém volejbalu 2017, mistryně ČR v plážovém volejbalu v 2019, 2018, 2017, v šestkovém volejbalu – nejvíce bodující hráčka v bundeslize 2014/15, nejvíce bodující hráčka české extraligy 2011/12, 3 × 2. místo v extralize žen ČR za PVK Olymp Praha.

## Život a kariéra
Je dcerou volejbalové rodiny, otec Jan Kvapil byl od 1986 do 1994 extraligový hráč Dukly Liberec a Spolchemie Ústí n. L., reprezentant ČSSR resp. ČSFR, v sezóně 1995/1996 hráč v nejvyšší belgické soutěži. Matka Kateřina Kvapilová (roz. Ducháčková) byla hráčka české 1. národní ligy za Lokomotivu Liberec, Technickou univerzitu Liberec a Efektu Liberec, hrála i za belgický celek VTC Tournai (vyhlášena nejužitečnější hráčkou Belgického poháru v 1996).
Od dětství se věnovala sportu, např. gymnastice, atletice, plavání, krasobruslení a dalším. Zde lze hledat základy její dobré koordinace a fyzické připravenosti. S volejbalem soutěžně začala v 12 letech v SK Ještědská Liberec. Poté hrála jako kadetka za VK Technická univerzita Liberec, jako juniorka za PVK Olymp Praha, souběžně s tím i extraligu žen za PVK Olymp Praha. Po absolvování gymnázia získala stipendium na americké univerzitě VCU Richmond. Zde v soutěži NCAA v roce 2009 dostala ocenění Rookie of the Year a ocenění 1st Team konference CAA – nejlepší smečařka.
Roku 2010 se vrátila do Česka a hrála extraligu žen postupně za TJ Tatran Střešovice a PVK Olymp Praha (3 × 2. místo v soutěži, nejvíce bodující hráčka ročníku 2011/12). V německé volejbalové bundeslize hrála v SC Potsdam (5. místo v soutěži, nejvíce bodující hráčka ročníku 2014/15) a za USC Münster (3. místo v soutěži).
ČR reprezentovala v šestkovém volejbalu na ME kadetek, na MS juniorek a v Evropské lize žen (1992 - 1. CZE, 2. BGR, 3. SRB, 4. NLD])
Vždy současně s šestkovým volejbalem se věnovala i plážovému volejbalu, kde ČR reprezentovala na světových soutěžích od roku 2008 (MS U19 v Haagu – 9. místo s Barborou Hermannovou) a pak na mnoha zahraničních i domácích turnajích světového významu. Od roku 2016 hrála s Kristýnou Kolocovou-Hoidarovou (dříve dvojice Maki & Kiki), kde největším úspěchem bylo 2. místo na Mistrovství Evropy v plážovém volejbalu v Jurmale (2017), 9. místo na Mistrovství světa v plážovém volejbalu ve Vídni (2017) a účast ve World Tour Finals 2017 v Hamburku (nejlepších 12 týmů z žebříčku). Od podzimu 2018 hrála s Michaelou Kubíčkovou. Za úspěchy této dvojice lze považovat 2. místo MČR (2019), 5. místo na ME v Moskvě (2019), 2. místo na turnaji WT** v Qoidong v Číně 2019.
Na jaře 2022 se vdala za německého volejbalového trenéra Benedikta Franka, s nímž má dceru Clarku Elisu (19. březen 2021) a syna Josepha Sebastiana (21.říjen 2023)